# Ози
Ози (фр. Auzits) насеље је и општина у јужној Француској у региону Миди Пирене, у департману Аверон која припада префектури Родез.
По подацима из 2011. године у општини је живело 858 становника, а густина насељености је износила 35,25 становника/km². Општина се простире на површини од 24,34 km². Налази се на средњој надморској висини од 394 метара (максималној 644 m, а минималној 248 m).

## Демографија
| 1962. | 1968. | 1975. | 1982. | 1990. | 1999. | 2011. |
| ----- | ----- | ----- | ----- | ----- | ----- | ----- |
| 883   | 1.128 | 1.011 | 932   | 803   | 812   | 858   |

График промене броја становника у току последњих година